# Iron Man (Lied)
Iron Man ist ein Lied der britischen Metal-Band Black Sabbath. Es ist eine Singleauskopplung aus dem 1970 erschienenen Studioalbum Paranoid. Der Song wurde von Ozzy Osbourne, Tony Iommi und Bill Ward geschrieben, der Text stammt von Geezer Butler. Im Juli 2000 erhielt die Band für das Lied den Grammy Award for Best Metal Performance. Das Lied gehört zu den Klassikern, die ein fester Bestandteil der Live-Auftritte der Band sind.

## Hintergrund
Trotz des Titels bezieht sich der Name Iron Man nicht auf den fiktiven, gleichnamigen Superhelden. Mit den stark verzerrten Worten „I am Iron Man!“ leitet Ozzy Osbourne den Song ein. Das Lied spiegelt eine Wandlung in den Themen der Lieder wider und zeigt mit seinem Endzeitszenario das gestiegene Interesse der Band an Science-Fiction. Der Text handelt von einem Mann, der eine Zeitmaschine erfunden hat und nach einer Zeitreise feststellt, dass die Menschheit vor der Apokalypse steht. Er wird durch ein Magnetfeld in einen Menschen aus Eisen verwandelt, den „Iron Man“. Nachdem niemand seine Warnungen hören wollte, nimmt er Rache, indem er Menschen tötet. Er versucht ursprünglich Gutes zu tun, tut aber Böses.
Das Plattencover zeigt das Bandlogo in weißen Buchstaben vor schwarzem Hintergrund sowie ein rot eingefärbtes Bild Ozzy Osbournes während eines Live-Auftrittes. Die Single erschien 1971, auf der B-Seite befand sich Electric Funeral. Die Albumversion ist mit 5:56 Minuten länger als die Singleversion.
In der Folgezeit wurde das Lied mehrfach auf Best-of-Kompilationen und auf Live-Alben veröffentlicht. Es wurde von zahlreichen Künstlern gecovert, unter ihnen NOFX, Marilyn Manson, The Cardigans oder Spock’s Beard. Auf ihm bauen auch Teile der Musik bei Mord im Bordell von der deutschen Oi!-Band Herbärds auf.
Das bekannte Tag Team Road Warriors nutzte das Lied als Auftrittsmusik, allerdings nur außerhalb der WWE. Nur der Anfang wurde von „I am Iron Man“ auf „We Are Iron Men“ geändert.
Das Lied Eisenmann vom selbstbetitelten Debüt-Album der Mittelalter-Rock-Band Tanzwut enthält die auf einer Marktsackpfeife gespielte Melodie von Iron Man.

## Kommerzieller Erfolg

### Chartplatzierungen
| ChartsChartplatzierungen       | Höchstplatzierung | Wochen |
| ------------------------------ | ----------------- | ------ |
| Vereinigte Staaten (Billboard) | 52 (10 Wo.)       | 10     |

### Auszeichnungen für Musikverkäufe
| Land/Region                  | Auszeichnungen für Musikverkäufe (Land/Region, Auszeichnung, Verkäufe) | Verkäufe |
| ---------------------------- | ---------------------------------------------------------------------- | -------- |
| Italien (FIMI)               | Gold                                                                   | 50.000   |
| Neuseeland (RMNZ)            | Platin                                                                 | 30.000   |
| Vereinigtes Königreich (BPI) | Gold                                                                   | 400.000  |
| Insgesamt                    | 2× Gold · 1× Platin ·                                                  | 480.000  |